# ТЕС Даманхур
ТЕС Даманхур — теплова електростанція на півночі Єгипту в дельті Нілу, розташована на північ від Даманхуру та за 40 км на південний схід від Александрії.
У 1968—1969 роках тут ввели в експлуатацію три парові турбіни виробництва компанії AEG потужністю по 65 МВт, що зробило ТЕС Даманхур четвертою (після столичних Каїр-Південь та Каїр-Захід, а також александрійської ТЕС Ель-Сейюф) потужною класичною конденсаційною станцією в Єгипті. Як паливо ця перша черга ТЕС використовувала нафтопродукти , а її обладнання допрацювало до середини 2010-х років.
В 1985-му на площадці станції встановили чотири газові турбіни виробництва компанії General Electric потужністю по 25 МВт. Для них, а також наступних черг, головним паливом став природний газ, який може надходити через газотранспорту систему району Александрії та перемичку від газопроводу Тальха – Каїр. 
За десять років, у 1995-му, газові турбіни доповнили паровою виробництва японської компанії Hitachi потужністю 58 МВт, котра живилась від чотирьох котлів-утилізаторів. Таким чином створили блок комбінованого парогазового циклу, що суттєво підвищує паливну ефективність роботи. Можливо відзначити, що в кінці 1980-х — середині 1990-х подібну модернізацію пройшли ще дві єгипетські станції — ТЕС Тальха та ТЕС Махмудія.
У 1991 році на ТЕС Даманхур спорудили класичний конденсаційний блок потужністю 300 МВт, обладнаний паровою турбіною італійської компанії Ansaldo.
А в другій половині 2010-х років на площадці станції заплановано спорудження двох потужних парогазових блоків комбінованого циклу по 900 МВт кожен. В 2018-му очікується введення газових турбін з наступним їх доповненням через рік паровими турбінами.